# 멋진 일요일~Gyu Gyu 굿데이!~
멋진 일요일~Gyu Gyu 굿데이!~(일본어: ステキな日曜日〜Gyu Gyu グッデイ!〜)는 2011년 10월 26일에 발매된 아시다 마나의 첫 번째 솔로 싱글 음반이다.

## 개요
- CM, 드라마, 버라이어티 등에서 활약을 펼치고 있는 아시다 마나의 솔로 데뷔 싱글은, 마나의 사랑스러움이 "Gyu Gyu"하게 담긴 노래! 커플링 ピカピカウサギのマーチ / 반짝반짝 토끼의 행진은 어른, 아이 할 것 없이 마음이 따뜻해지는 노래이다.[1]

- 2011년 9월 23일부터 예약 개시.

## 수록곡
1. ステキな日曜日～Gyu Gyu グッデイ！～
작사 : 아사리 신고, 와타나베 나츠미 / 작곡 : 아사리 신고 / 편곡 : h-wonder
세븐일레븐 재팬 광고 음악.
2. ピカピカウサギのマーチ / 반짝반짝 토끼의 행진
작사, 작곡, 편곡 : 가노 카오리
3. ステキな日曜日～Gyu Gyu グッデイ！～ (カラオケ)
4. ピカピカウサギのマーチ (カラオケ)

### 초회한정반 DVD
1. ステキな日曜日～Gyu Gyu グッデイ！～ (MUSIC VIDEO)
2. ステキな日曜日～Gyu Gyu グッデイ！～ 愛菜ちゃんの振り付き映像(テレビサイズ) / 마나양의 안무 영상 (TV 사이즈)

## 차트
- 발매첫주순위 4위 (오리콘 차트)[2]
- 일간차트 3위 (오리콘 차트)
- 2011년 10월 월간 차트 18위 (오리콘 차트)
- 7위 (빌보드 재팬 핫 100)
- 4위 (빌보드 재팬 핫 싱글 세일즈)
- 22위 (빌보드 재팬 핫 톱 에어 플레이)
- 6위 (사운드 스캔)[3]
- 35위 (FRIDAY SUPER COUNTDOWN 50)[4]